# Kanton Carpentras
Der Kanton Carpentras ist ein französischer Wahlkreis im Département Vaucluse in der Region Provence-Alpes-Côte d’Azur. Er entstand 2015 im Rahmen einer landesweiten Neuordnung der Kantone. Neben seinem Hauptort Carpentras umfasst er zwei weitere Gemeinden.

## Gemeinden
Der Kanton besteht aus drei Gemeinden mit insgesamt 39.297 Einwohnern (Stand: 1. Januar 2022) auf einer Gesamtfläche von 64,91 km²:
| Gemeinde          | Einwohner 1. Januar 2022 | Fläche km² | Dichte Einw./km² | Code INSEE | Postleitzahl |
| ----------------- | ------------------------ | ---------- | ---------------- | ---------- | ------------ |
| Aubignan          | 5.962                    | 15,70      | 380              | 84004      | 84810        |
| Carpentras        | 30.854                   | 37,92      | 814              | 84031      | 84200        |
| Loriol-du-Comtat  | 2.481                    | 11,29      | 220              | 84067      | 84870        |
| Kanton Carpentras | 39.297                   | 64,91      | 605              | 8406       | –            |